# Thoracochromis callichromus
Thoracochromis callichromus és una espècie de peix pertanyent a la família dels cíclids i a l'ordre dels perciformes.

## Descripció i reproducció
Fa 12,2 cm de llargària màxima. És de fecundació externa i les femelles incubadores bucals.

## Alimentació
Es nodreix principalment de gasteròpodes, larves d'insectes i macròfits. El seu nivell tròfic és de 3,21.

## Hàbitat i distribució geogràfica
És un peix d'aigua dolça, demersal i de clima tropical (2°S-5°S), el qual viu a Àfrica: és un endemisme del riu Fwa (afluent del riu Kasai a la conca mitjana del riu Congo) a la República Democràtica del Congo.

## Observacions
És inofensiu per als humans, el seu índex de vulnerabilitat és baix (10 de 100). És consumit per les poblacions humanes locals.